# Mürsbach
Mürsbach ist ein Gemeindeteil des Marktes Rattelsdorf im oberfränkischen Landkreis Bamberg mit knapp 500 Einwohnern. Das historisch zum Hochstift Würzburg (Unterfranken) gehörende Gemeinwesen gilt als eines der bedeutendsten historischen Ensembles dörflicher Fachwerkarchitektur Frankens. 2013 erhielt Mürsbach eine Goldmedaille im Bundeswettbewerb von Unser Dorf hat Zukunft und gilt damit als eines der schönsten Dörfer Deutschlands.

## Geografie
Mürsbach liegt im oberfränkischen Itzgrund ca. 20 km nordwestlich von Bamberg am Rand des Naturparks Haßberge. Der langgestreckte Höhenrücken der Zeilberge trennt dort die Haßberge vom Itzgrund. Die Siedlung wurde am Fuß des Bergzuges im Tälchen des Mürsbachs und in der Itzaue angelegt, die Pfarr- und ehemalige Wehrkirche steht auf dem Kirchberg über dem Dorf.
In den westlich des Ortes dominieren auf den etwa 100 Höhenmeter aufsteigenden Haß- und Zeilbergen die Sandsteine des Keuperberglandes. Östlich der Itz beginnt das hügelige Vorland des Fränkischen Jura, dessen Landschaftsbild von bizarren Kalksteinformationen geprägt wird.

## Geschichte

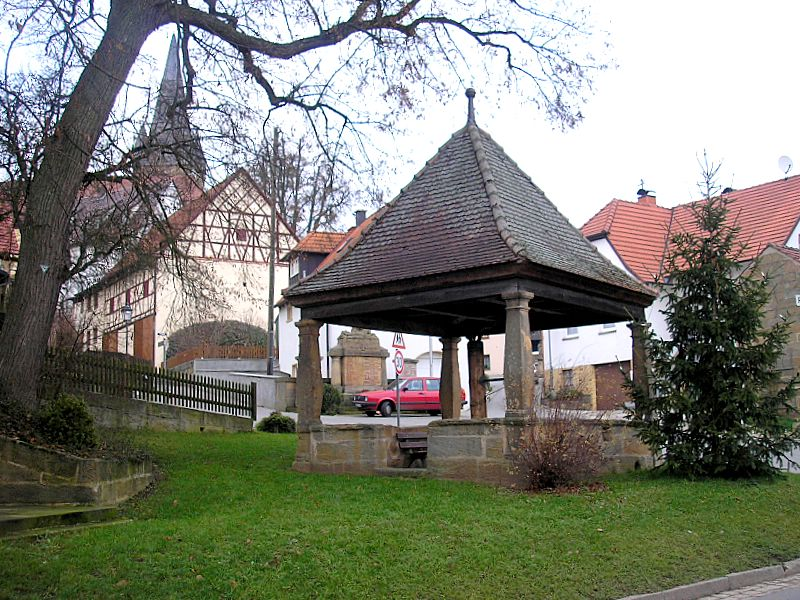
Der Dorfbrunnen mit dem Kirchberg

Durch Ausgrabungen, man fand Skelette mit Grabbeigaben, ist gesichert, dass die Gegend bereits in merowingisch-karolingischer Zeit um 800 besiedelt war. Urkundlich ist nachgewiesen, dass Äbtissin Emhild des Klosters Milz dieses samt Zugehörungen am 3. Februar 800 dem Stift Fulda übertrug.
Grundherren waren später das Hochstift Würzburg, die Pfarrei, die von Lichtenstein, von Rotenhan, von Giech zu Rabenstein, Schott zu Wildenhaid, von Giech zu Kröttendorf, Zollner vom Brand, von Fulbach, von Künsberg und von Aufseß.
1803 gelangte das Hochstift Würzburg und damit auch Mürsbach durch den Reichsdeputationshauptschluss zum Kurfürstentum Bayern, 1805 kam es zum Großherzogtum Würzburg und gehörte 1814 wieder zu Bayern, das 1806 Königreich wurde.
Bis zur Gebietsreform war Mürsbach eine eigene Gemeinde mit den Orten Helfenroth und Zaugendorf. Am 1. Juli 1972 wurde Mürsbach mit seinen Ortschaften aus Unterfranken ausgegliedert, Oberfranken angeschlossen und wechselte vom aufgelösten Landkreis Ebern zum Landkreis Bamberg. Am 1. Mai 1978 wurde es ein Teil des Marktes Rattelsdorf.

## Fachwerkensemble Mürsbach

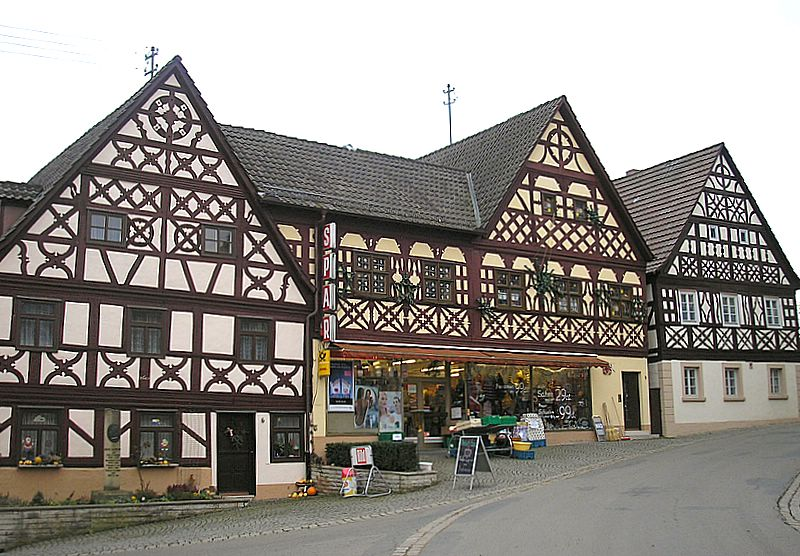
Fachwerkensemble im Zentrum

Trotz einiger Neubauten im Kernbereich gilt Mürsbach als eines der am besten erhaltenen dörflichen Ensembles in Franken. Der Ortskern wird noch überwiegend von teilweise aufwändig sanierten Fachwerkgebäuden des 16. bis 19. Jahrhunderts geprägt, die oft reiche regionaltypische Figurationen mit Feuerböcken und Rautenkreuzen zeigen.
Die historischen Bürger- und Bauernhäuser bilden meist geschlossene Straßen- und Platzräume um die drei kleinen Hauptplätze der Gemeinde. Das Ensemble wird durch die erhöht liegende Pfarrkirche St. Sebastian mit den Resten ihrer ehemaligen Befestigung und die spätgotische Dreifaltigkeitskapelle am südlichen Ortsrand ergänzt.
Bei einer Sanierung um das Jahr 2000 verschwanden die letzten hölzernen Zwischendächer aus dem Ortsbild. Diese vorspringenden Dachkonstruktionen sollten die Fassade vor Regen schützen und waren bis ins frühe 20. Jahrhundert im Eberner Land häufiger anzutreffen. Eine Abbildung im Kunstdenkmälerinventar von 1916 (S. 162) dokumentiert den historischen Originalzustand des bis zur Sanierung  letzten Mürsbacher Beispiels.
Als einmaliges rechtsgeschichtliches Denkmal gilt die 1713/14 entstandene Verkündhalle unter dem Kirchberg. Das Zeltdach des offenen Pavillons wird von acht Steinsäulen gestützt. Bei Gemeindeversammlungen besetzten die Ratsherren die sechs Steinsitze im Inneren.
Ein ähnlicher Pavillon schützt den Dorfbrunnen aus dem 18. Jahrhundert. Dort stützen sechs Steinsäulen das Zeltdach. Nebenan bereichert eine barocke Statue der Immaculata (bezeichnet „1764“) das Ortsbild.
Seit der Urkatasteraufnahme von 1850 ist das Dorf nur wenig über seine historischen Grenzen hinausgewachsen.

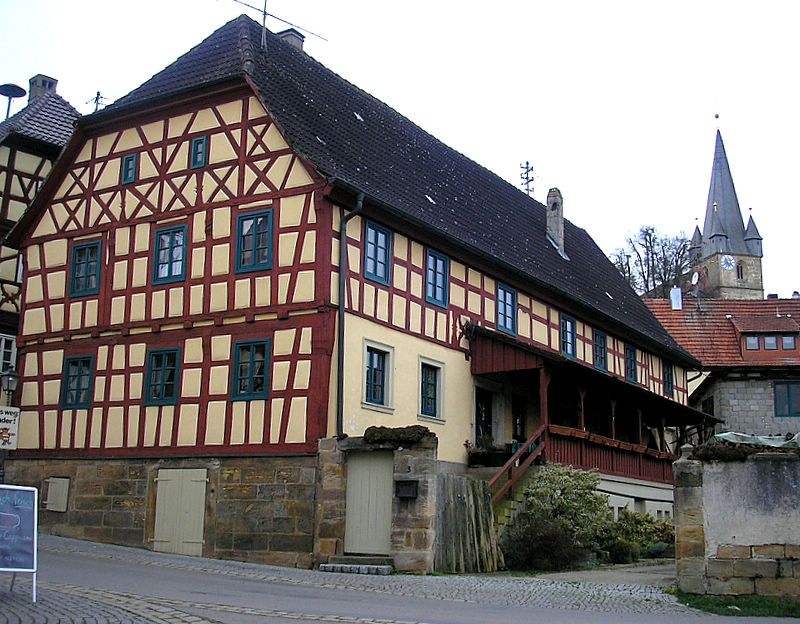
Fachwerkanwesen mit dem Turm der Pfarrkirche St. Sebastian
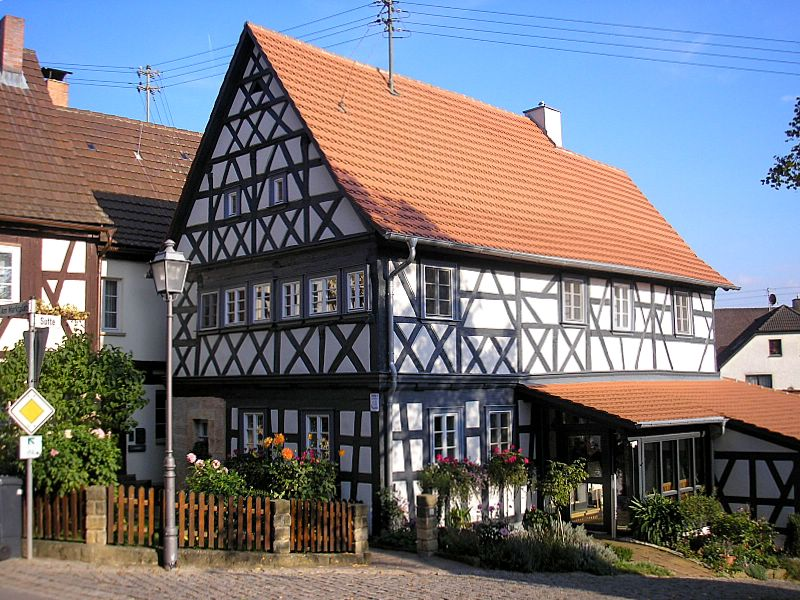
Saniertes Fachwerkhaus an der „Sutte“
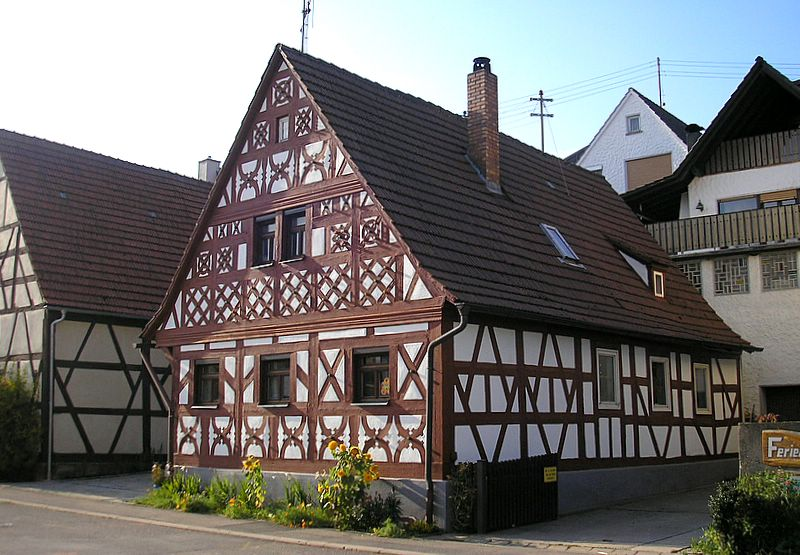
Reiche Fachwerkfigurationen eines Kleinbauernhauses
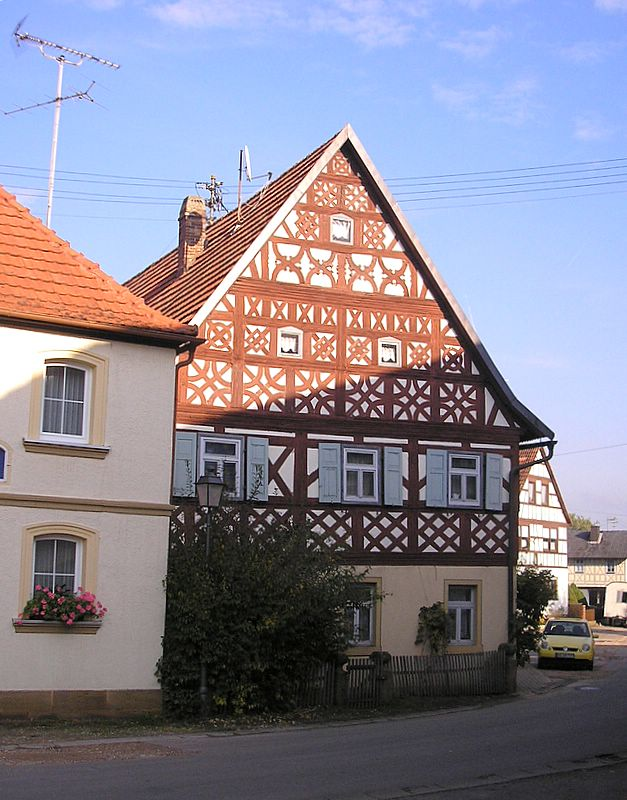
Fachwerkfassade nach der Entfernung der regionaltypischen Zwischendächer

## Sakralbauten

### Pfarrkirche St. Sebastian

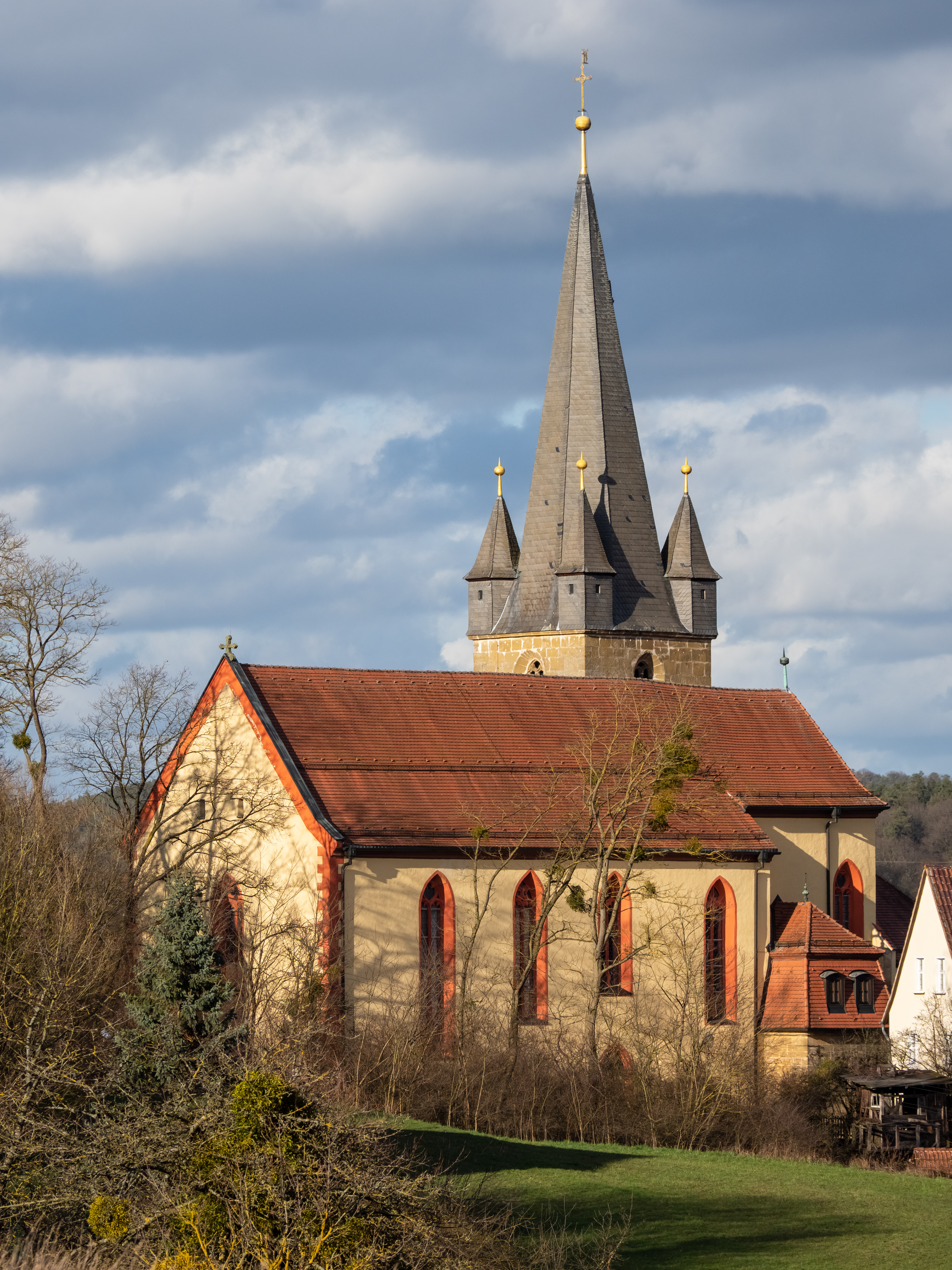
Der mittelalterliche Chor der Pfarrkirche St. Sebastian

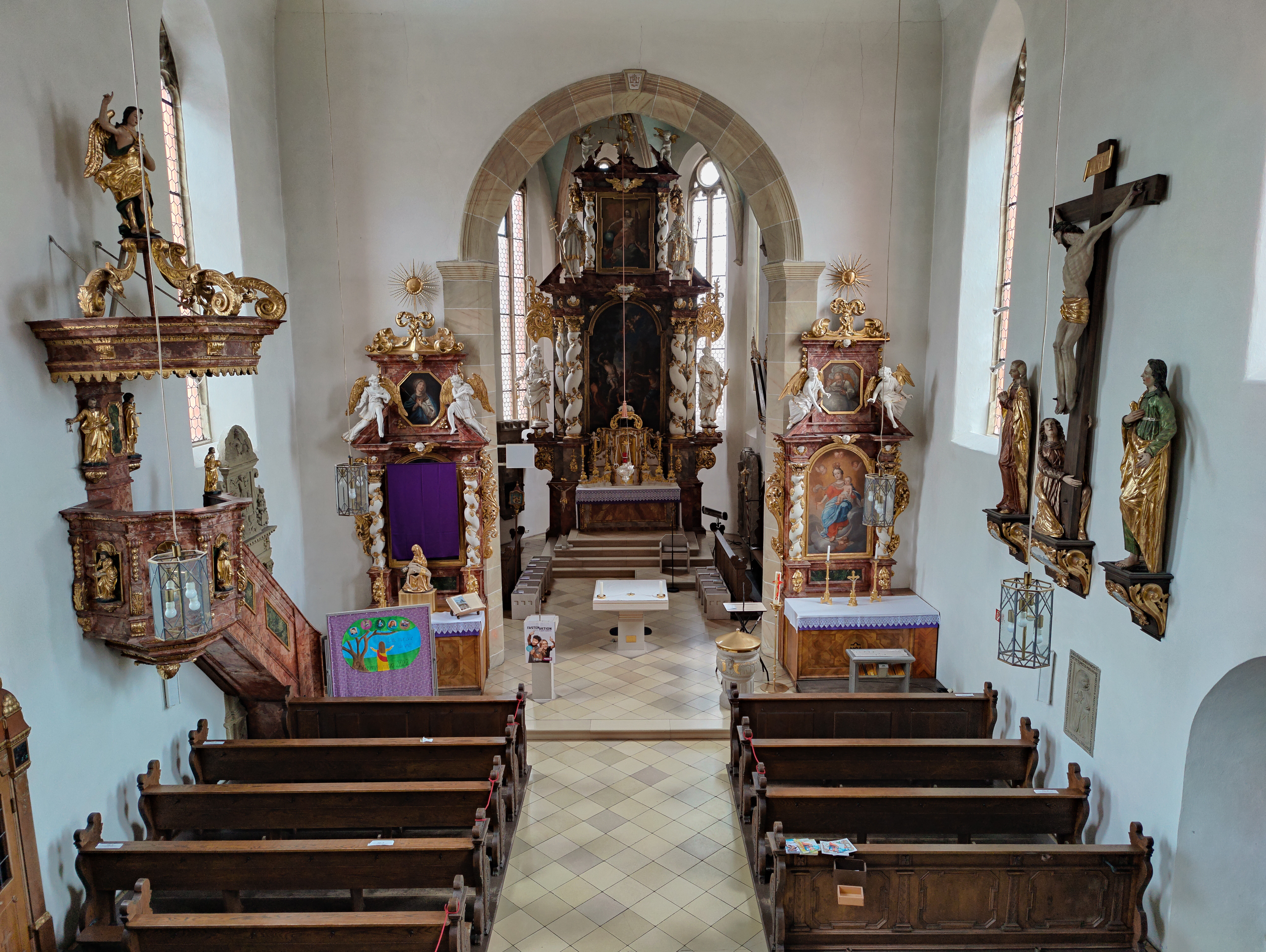
Innenraum (2022)

Die Pfarrkirche St. Sebastian, die erstmals Mitte des 15. Jahrhunderts erwähnt wurde – es ist jedoch anzunehmen, dass sie bereits im 12. Jahrhundert bestand – besitzt eine Sakramentsnische aus dem 15. Jahrhundert. Aus dieser Zeit blieben auch der Chor und der bergfriedähnliche Turm erhalten. Beide Bauteile wurden 1613 unter Fürstbischof Julius Echter von Mespelbrunn erhöht. Gleichzeitig entstand ein neues Langhaus im typischen, gotisierenden, sogenannten Echterstil. Den mittelalterlichen Gesamteindruck verstärkt der spitze, achtseitige Schieferhelm des Turmes mit seinen vier kleinen Ecktürmchen. Der an den Chor angebaute Ölberg stammt aus dem frühen 16. Jahrhundert.
Die Einrichtung ist der Renaissance und dem Barock zuzurechnen. Der Hochaltar ist ein imposanter, viersäuliger Barockaufbau von 1692/93. Die Seitenaltäre entstanden 1696.
Besonders hervorzuheben sind die erhaltengebliebenen Grabdenkmäler. Einige Platten wurden bei der letzten Restaurierung im Freien aufgestellt und sind vom langsamen Verfall bedroht. In der Kirche verblieben die bedeutendsten Epitaphien des Gotteshauses. Die Gedenksteine erinnern an die Herren von Fulbach, die auf dem nahen Schloss Gleusdorf saßen. Kostümgeschichtlich interessant sind die beiden Steine des Wolfgang († 1546) und der Kunigunde († 1548) von Fulbach. Der Ritter steht im Renaissanceharnisch auf einem Löwen, seine Gemahlin ist in vornehmer Zeittracht dargestellt.
Die Kirche erhielt um 1900 eine innere Ausgestaltung im Jugendstil, die unter Pfarrer Barthel bis auf das Deckengemälde  von Pius Alexander Messerschmitt wieder entfernt wurde.

### Dreifaltigkeitskapelle

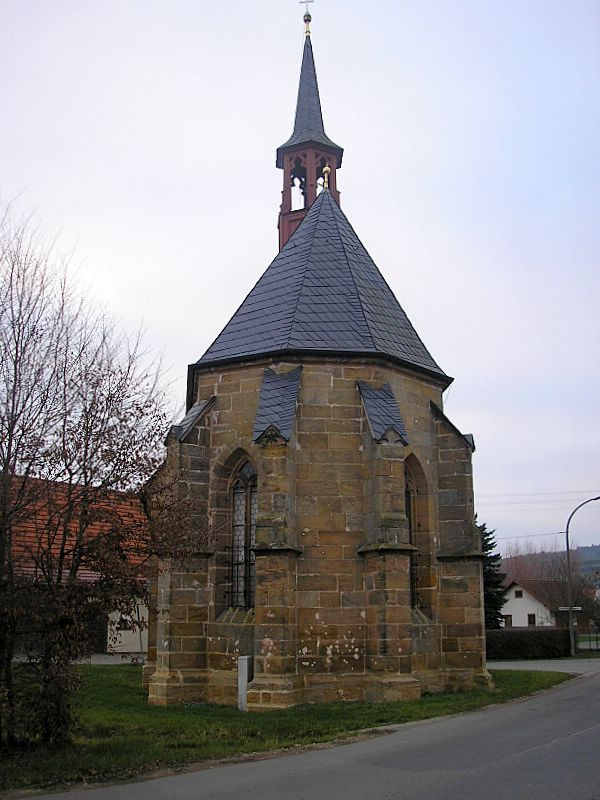
Die spätgotische Dreifaltigkeitskapelle am südöstlichen Ortsrand
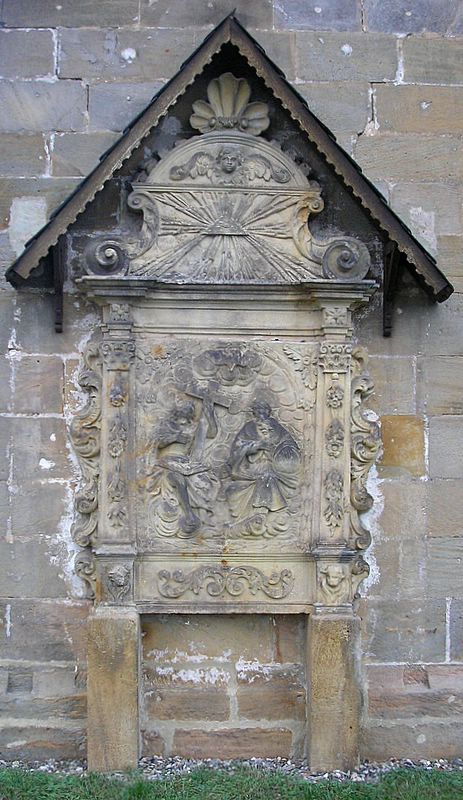
Der barocke Außenaltar neben dem Südportal

Die Dreifaltigkeitskapelle am Ortsrand ist ein unverputzter Sandsteinquaderbau in spätgotischen Formen. Über dem Hauptportal im Westen ist die Jahreszahl „1516“ zu erkennen.
Dem quadratischen Langhaus wurde ein eingezogener (schmälerer) Chor mit vier kräftigen, einmal abgesetzten Strebepfeilern angefügt. Sonst gliedern nur die zweiteiligen, teilweise erneuerten Spitzbogenfenster und zwei Portale den Außenbau.
Der reich profilierte Kielbogen des Westportals gabelt sich über dem Eingang, die Stäbe kreuzen sich im Scheitel. Über der Jahresangabe „1516“ ist eine verwitterte Reliefbüste eingelassen.
Neben dem schlichteren Südportal ist ein barocker Außenaltar der Zeit um 1716/17 erhalten. Der steinerne Aufbau wird dem Bamberger Bildhauer Johann Sebastian Degler zugeschrieben.
Der gleiche Meister schuf den wirkungsvollen Hochaltar (1699) um das Altarblatt Heilige Dreifaltigkeit Georg Sebastian Urlaubs (Zuschreibung). Die gewundenen Säulen des Altares flankieren Statuen der Heiligen Georg und Michael.
Die beiden Seitenaltäre entstanden gleichzeitig mit dem Hochaltar. Der Nordaltar birgt ein Altarblatt mit der Darstellung der Himmelfahrt Mariens, sein südliches Gegenstück ist eine Holzfigur des Heiligen Georg.
Die Orgel (Denkmalorgel von 1876) stammt aus der Werkstatt von Friedrich Wiedemann, Bamberg.

## Kirchenburg

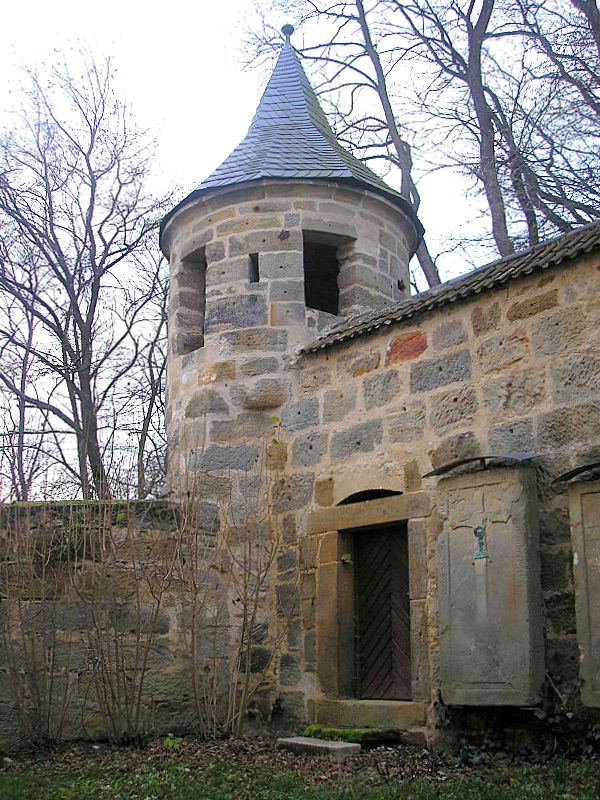
Der erhaltene Eckturm der Befestigung auf dem Kirchberg
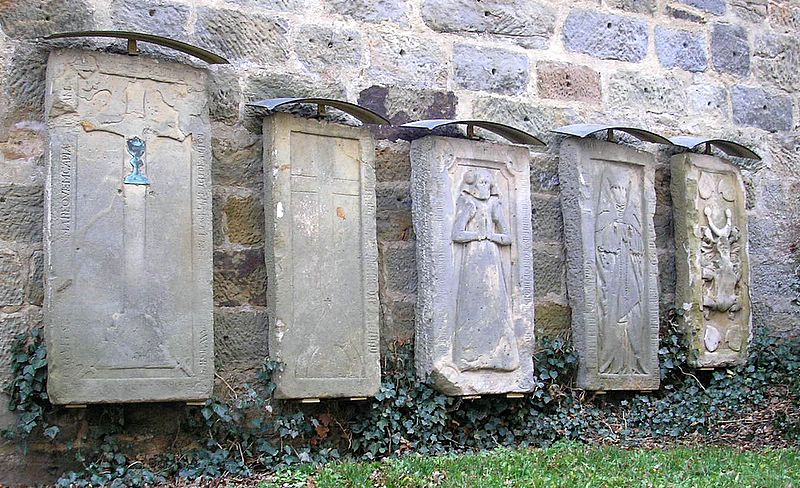
Historische Grabplatten an der ehemaligen Wehrmauer des Kirchberges

Eine ehemals die Pfarrkirche umgebende Befestigungsanlage aus dem 15. Jahrhundert steht nur noch an der Südost- und Westseite. Die Wehranlagen entstanden um 1430 als Reaktion auf die Bedrohung durch die Hussiten. Die Überreste dieser Kirchenburg bestehen aus Mauern, einem Rundturm des 16. Jahrhunderts und Schießscharten. Vor der Ummauerung ist ein Grabenrest erkennbar.

## Brauereien
In Mürsbach gibt es noch eine Brauerei, die Sonnenbräu. Bis 2002 bestand noch die Brauerei Feiler.

## Verkehr
Mürsbach hatte zwischen dem 1. Oktober 1913 und dem 28. September 1975 einen Haltepunkt an der Bahnstrecke Breitengüßbach–Dietersdorf.

## Söhne und Töchter
- Johann Baptist Schad (1758–1834), Benediktiner. Ihm wurde 1991 ein Denkmal errichtet.
- Alfons Huther (1883–1945), Sprachwissenschaftler (Promotion bei Oskar Brenner) und Schulbuchautor

## Mürsbach im Film
Im Jahr 1939 wurde in Mürsbach der Kurz-Dokumentarfilm Ein Tag auf einer fränkischen Dorfstraße gedreht. 40 Jahre später (1980) gab es eine Fortsetzung, ebenfalls als Kurz-Dokumentarfilm. Ebenso wurde eine Folge der Serie Pfarrer Braun unter anderem in Mürsbach gedreht.